# Astrid Prašnikar
Astrid Prašnikar, slovenska pravnica in političarka, 23. februar 1966.
Med 14. decembrom 2000 in 3. decembrom 2004 je bila državna sekretarka Republike Slovenije na Ministrstvu za notranje zadeve Republike Slovenije.